# Brangas teucria
Espèce
Brangas teucria est un papillon de la famille des Lycaenidae, de la sous-famille des Theclinae et du genre Brangas.

## Dénomination
Brangas teucria a été décrit par William Chapman Hewitson en 1868 sous le nom de Thecla teucria.

### Nom vernaculaire
Brangas teucria se nomme Teucria Brangas en anglais.

## Description
Brangas teucria est un petit papillon d'une envergure d'environ 30 mm, dont les pattes et les antennes sont annelées de noir et de blanc et qui possède deux fines queues à chaque aile postérieure.
Le revers est vert mousse mordoré orné d'une ligne blanche aux ales antérieures et de deux lignes blanches dont une marginale encadrant de grosses taches bordeaux aux ailes postérieures.

## Écologie et distribution
Brangas teucria  réside au Brésil et en Guyane,.

### Protection
Pas de statut de protection particulier.